# Quelúri
O Quelúri (em curdo: kelhurî) é um subdialeto da língua curda meridional. É falado no oeste do Irã pela tribo Quelur, ou Khalor, na região das províncias de Quermanxá e Ilão.